# Cirugía abdominal
El término cirugía abdominal abarca en general los procedimientos quirúrgicos que implican abrir el abdomen (laparotomía). La cirugía de cada órgano abdominal se trata por separado en relación con la descripción de ese órgano (ver estómago, riñón, hígado, etc) Las enfermedades que afectan la cavidad abdominal se tratan generalmente con sus propios nombres (por ejemplo, apendicitis). 

## Tipos
Las cirugías abdominales más comunes se describen a continuación: 
- Apendicectomía: apertura quirúrgica de la cavidad abdominal y extirpación del apéndice. Por lo general, se realiza como tratamiento definitivo para la apendicitis, aunque a veces el apéndice se elimina profilácticamente por otro procedimiento abdominal.
- Cesárea: es un procedimiento quirúrgico en el que se realizan una o más incisiones a través del abdomen de una madre (laparotomía) y el útero (histerotomía) para dar a luz a uno o más bebés, o, rara vez, para extraer un feto muerto. .
- Cirugía de hernia inguinal: se refiere a la reparación de una hernia inguinal.
- Laparotomía exploratoria: se refiere a la apertura de la cavidad abdominal para el examen directo de su contenido, por ejemplo, para localizar una fuente de sangrado o trauma. Puede ser seguido o no por la reparación o eliminación del problema principal.
- Laparoscopía: un enfoque mínimamente invasivo para la cirugía abdominal donde se insertan tubos rígidos a través de pequeñas incisiones en la cavidad abdominal. Los tubos permiten la introducción de una pequeña cámara, instrumentos quirúrgicos y gases en la cavidad para la visualización y el tratamiento directo o indirecto del abdomen. El abdomen se infla con gas de dióxido de carbono para facilitar la visualización y, a menudo, se usa una pequeña cámara de video para mostrar el procedimiento en un monitor en la sala de operaciones. El cirujano manipula instrumentos dentro de la cavidad abdominal para realizar procedimientos como la colecistectomía (extirpación de la vesícula biliar), el procedimiento laparoscópico más común. El método laparoscópico acelera el tiempo de recuperación y reduce la pérdida de sangre y la infección en comparación con el método tradicional "abierto".

## Complicaciones
Las complicaciones de la cirugía abdominal incluyen, entre otras: 
- Adherencias (también llamadas tejido cicatricial): las complicaciones de la formación de adherencias postoperatorias son frecuentes, tienen un gran efecto negativo en la salud de los pacientes y aumentan la carga de trabajo en la práctica clínica[1]
- Sangrado
- Infección
- Íleo paralítico (a veces llamado íleo): parálisis intestinal a corto plazo
- Mortalidad perioperatoria (muerte)
- Conmoción

La técnica de esterilización, la atención postoperatoria aséptica, los antibióticos, el uso de la Lista de verificación de seguridad quirúrgica de la OMS y la vigilancia postoperatoria reducen en gran medida el riesgo de estas complicaciones. La cirugía planificada realizada en condiciones estériles es mucho menos riesgosa que la realizada en condiciones de emergencia o no estériles. El contenido del intestino no es estéril y, por lo tanto, la fuga del contenido del intestino, como resultado de un trauma, aumenta sustancialmente el riesgo de infección. 
A nivel mundial, hay pocos estudios que comparen la mortalidad perioperatoria después de la cirugía abdominal en diferentes sistemas de salud. Un importante estudio prospectivo de 10.745 pacientes adultos sometidos a laparotomía de emergencia de 357 centros en 58 países de ingresos altos, medios y bajos encontró que la mortalidad es tres veces mayor en los países con bajo IDH, incluso cuando se ajusta por factores pronósticos. En este estudio, la tasa global de mortalidad global fue de 1·6 por ciento a las 24 horas (alta 1·1 por ciento, media 1·9 por ciento, baja 3·4 por ciento; P <0·001), aumentando a 5·4 por ciento por 30 días (alto 4·5 por ciento, medio 6 · 0 por ciento, bajo 8 · 6 por ciento; P <0·001). De los 578 pacientes que murieron, 404 (69,9 por ciento) lo hicieron entre 24 horas y 30 días después de la cirugía (alta 74,2 por ciento, media 68,8 por ciento, baja 60,5 por ciento). Se sugirió que los factores de seguridad del paciente desempeñaban un papel importante, con el uso de la Lista de verificación de seguridad quirúrgica de la OMS asociada con una reducción de la mortalidad a los 30 días. 
Tomando un enfoque similar, un estudio global único de 1,409 niños sometidos a laparotomía de emergencia de 253 centros en 43 países mostró que la mortalidad ajustada en niños después de la cirugía puede ser hasta 7 veces mayor en países con IDH bajo y HDI medio en comparación con Países del IDH, lo que se traduce en 40 muertes en exceso por cada 1000 procedimientos realizados en estos entornos. Internacionalmente, las operaciones más comunes realizadas fueron apendicectomía, resección del intestino delgado, piloromiotomía y corrección de intususcepción. Después del ajuste por factores de riesgo del paciente y del hospital, la mortalidad infantil a los 30 días fue significativamente mayor en HDI bajo (OR ajustado 7.14 (IC del 95%: 2.52 a 20.23), p <0.001) y HDI medio (4.42 (1.44 a 13.56), p = 0,009) países en comparación con los países con IDH alto.